# 耶莫遗址
耶莫遗址（阿拉伯语：‎；：‎）是伊拉克札格羅斯山脈上的一个史前遗址。所在地是海拔800米的林地。这里曾生活着一个农业文明，历史可以追溯到公元前7090年。
该遗址最初由伊拉克文物管理局于1940年发现，后来被芝加哥大学东方研究所研究新石器革命的考古学家罗伯特·布雷德伍德知晓，1948年、1950-51年和1954-55年在此进行了三次发掘。